# Joseph Muscat
Pour les articles homonymes, voir Muscat (homonymie).
 (septembre 2018).
Si vous disposez d'ouvrages ou d'articles de référence ou si vous connaissez des sites web de qualité traitant du thème abordé ici, merci de compléter l'article en donnant les références utiles à sa vérifiabilité et en les liant à la section « Notes et références ».
Joseph Muscat, né le 22 janvier 1974 à Pietà, est un homme d'État maltais, membre du Parti travailliste (PL) et Premier ministre de 2013 à 2020,.
Diplômé de l'université de Malte, il est également journaliste, commençant sa carrière dans deux médias détenus par le Parti travailliste,.
Il occupe en 1997 la présidence par intérim des Jeunes travaillistes, puis devient au début des années 2000 le responsable de l'éducation au sein de la direction du PL. En 2004, il est élu député européen lors des premières élections européennes maltaises.
Il démissionne du Parlement européen en 2008, après avoir été élu chef du Parti travailliste, et rejoint alors le Parlement maltais en tant que chef de l'opposition. À la suite de la nette victoire des travaillistes aux élections générales de 2013, Joseph Muscat est assermenté Premier ministre à 39 ans. Il est reconduit en confirmant sa majorité lors des élections générales anticipées de 2017. Il démissionne le 13 janvier 2020 à la suite du scandale lié à l'assassinat de la journaliste d'investigation Daphne Caruana Galizia — survenu le 16 octobre 2017 — dans lequel lui et certains de ses proches sont soupçonnés d'ingérence dans l'enquête,,.

## Biographie

### Jeunesse, premiers engagements et débuts professionnels
Joseph Muscat appartient au Forum de la jeunesse travailliste (FZL), dont il est nommé secrétaire aux Finances en 1994.
En parallèle, il suit des études de commerce en gestion et politique publique à l'université de Malte et travaille comme reporter à Super One Radio. Il passe ensuite à Super One TV, les deux médias appartenant au Parti travailliste.

### Diplômes, carrière et ascension
Il obtient en 1995 sa licence. Il passe un baccalauréat universitaire ès lettres en politique publique l'année d'après. En 1997, il réussit sa maîtrise en études européennes et devient directeur adjoint de l'information de Super One TV. Il est également désigné président par intérim du FZL.
Il rejoint le journal en ligne du PL, maltastar.com, en 2001, tout en prenant le poste de secrétaire à l'Éducation du Parti travailliste. Il quitte cette fonction en 2003.

### Député au Parlement européen
En novembre 2003, il préside la conférence générale extraordinaire du PL sur la politique européenne, qui le proclame candidat aux élections européennes du 12 juin 2004.
Le jour du scrutin, qui se tient au vote unique transférable, il réalise la deuxième performance avec 36 958 voix. Il doit cependant attendre le onzième décompte pour atteindre le quotient électoral.
Il renonce alors à travailler à maltastar.com et devient contributeur régulier de lorizzont.com, le journal en maltais de l'Union générale des travailleurs, et du timesofmalta.com, site du quotidien indépendant The Times of Malta.
Au Parlement européen, il siège au sein du groupe du Parti socialiste européen (PSE). Membre de la commission des Affaires économiques et monétaires, il en devient vice-président lors du renouvellement de mi-mandat du bureau, le 1er février 2007.

### Chef de l'opposition à Malte
À la suite des élections législatives du 8 mars 2008, Alfred Sant, chef du Parti travailliste depuis 1992, remet sa démission.
L'élection d'un nouveau chef est convoquée. Muscat déclare sa candidature le 24 mars. Personne ne s'étant imposé au premier tour de vote le 5 juin, un second tour est organisé le lendemain qu'il remporte avec 66 % des voix face à George Abela.
Le 1er octobre, il est coopté par la Chambre des députés en remplacement de Joseph Cuschieri, démissionnaire. Il est aussitôt nommé chef de l'opposition par le président de la République Edward Fenech Adami. Aux élections européennes du 6 juin 2009, premier scrutin à se tenir sous sa direction, les travaillistes gagnent avec 54,7 % des voix et trois sièges sur cinq, avec une option sur le sixième siège issu de la mise en application du traité de Lisbonne.

### Premier ministre de Malte
À l'occasion des élections législatives du 9 mars 2013, il ramène les travaillistes au pouvoir. Après quinze années passées dans l'opposition, ils totalisent 54,8 % des voix, ce qui constitue le meilleur score de leur histoire. Il creuse un écart de 11,49 points avec le Parti nationaliste de Lawrence Gonzi, ce qui constitue la victoire la plus large depuis l'indépendance en 1964.
Le 11 mars, Joseph Muscat est nommé à 39 ans Premier ministre de Malte. Il est alors le deuxième plus jeune titulaire de cette fonction et le premier à être né après l'indépendance de Malte en 1964. Il constitue deux jours plus tard son premier gouvernement, qui compte quatorze ministres, dont deux femmes. Il réalise un remaniement ministériel le 29 mars 2014, deux jours avant que sa ministre de la Famille Marie-Louise Coleiro Preca ne soit élue présidente de la République. Il révèle le 16 juillet qu'il propose son ancien ministre du Tourisme Karmenu Vella comme nouveau commissaire européen maltais.
Après la révélation de l'apparition du nom de sa femme dans la liste des Panama Papers par la journaliste Daphne Caruana Galizia, il prononce la dissolution de la Chambre des représentants et convoque des élections générales anticipées le 3 juin 2017. Au cours du scrutin, le Parti travailliste obtient 55 % des voix contre 43,7 % à la coalition Force nationale. Depuis l'indépendance, c'est la première fois que les travaillistes se maintiennent au pouvoir. Il est assermenté pour un nouveau mandat deux jours après le scrutin. Il indique dans une interview donnée le 7 juin qu'il ne cherchera pas à accomplir un troisième mandat à la tête du gouvernement maltais, alors qu'une pétition commençait à circuler en ce sens. Il forme son second gouvernement le 9 juin.
Le 1er septembre 2007, le mariage homosexuel est légalisé.
Durant son mandat, le pays, qui avait plus de 6 % de chômeurs en 2013, renoue avec le plein emploi en 2016, et le chômage atteint 4 % en 2018. De même, la dette diminue de 18 points en 4 ans, et le pays, autrefois en déficit, connait à partir de 2016 un excédent de 1 %, puis de 4 % en 2017. Son gouvernement renoue aussi avec la croissance, aux environs de 5 % en moyenne durant son mandat et la croissance atteint même le record de 10 % en 2015. Le chômage des jeunes, qui était de 14 % en 2013 diminue de moitié pour arriver à 6 % en 2018. Pour ce faire, il a appliqué une série de mesures libérales de rigueur, notamment en réduisant la dépense publique, en appliquant une politique pro-entreprise, et en entamant une privatisation du secteur de la santé.
Soupçonné d'ingérence dans l'enquête sur l'assassinat de la journaliste d'investigation Daphne Caruana Galizia — survenu le 16 octobre 2017 —, il annonce le 1er décembre 2019 son intention de remettre sa démission après la désignation d'ici le 12 janvier de son successeur. Cette décision intervient après que l'enquête a révélé l'implication de plusieurs personnalités issues de son entourage politique, notamment son chef de cabinet, Keith Schembri. Ses détracteurs reprochent au Premier ministre d'avoir poussé le gouvernement à refuser à l'entrepreneur Yorgen Fenech la grâce en échange de laquelle celui-ci promettait de dire « tout ce qu'il sait ». Remplacé le 12 janvier 2020 au poste de chef du Parti travailliste par Robert Abela, il démissionne le lendemain 13 janvier de son poste de Premier ministre.